# خانه حسن گلزار
خانه حسن گلزار مربوط به دوره قاجار است و در شهرستان فومن، شهرک تاریخی ماسوله واقع شده و این اثر در تاریخ ۲۵ اسفند ۱۳۸۰ با شمارهٔ ثبت ۵۳۱۱ به‌عنوان یکی از آثار ملی ایران به ثبت رسیده‌است.